# Norn

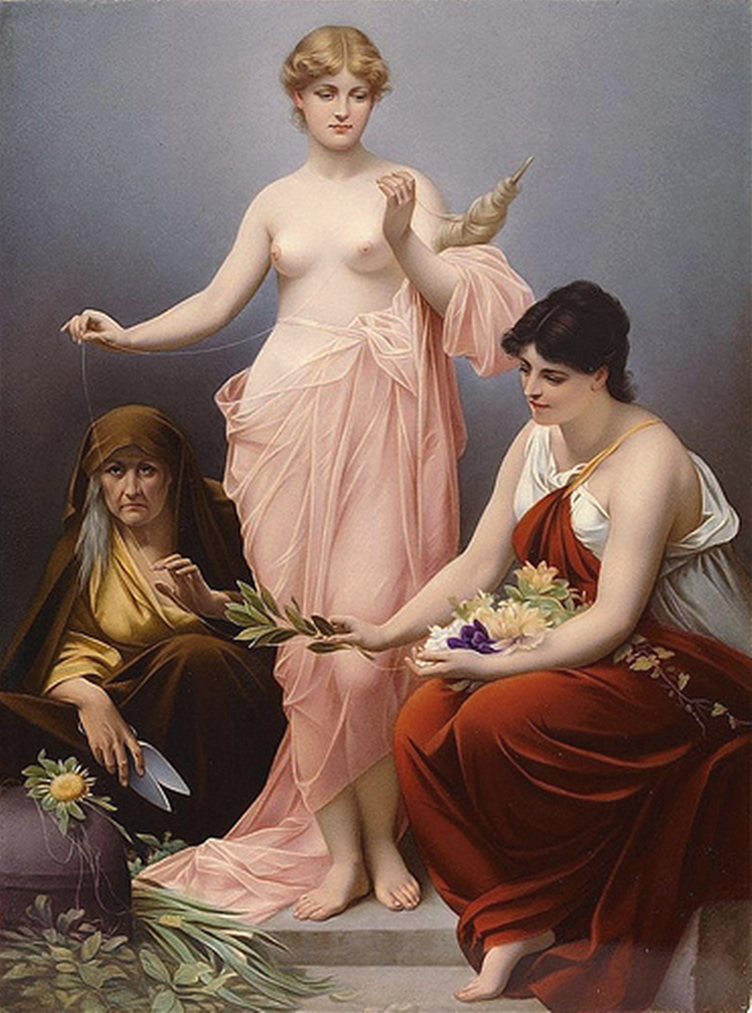
Họa phẩm ba chị em Norn của họa sĩ Paul Thumann

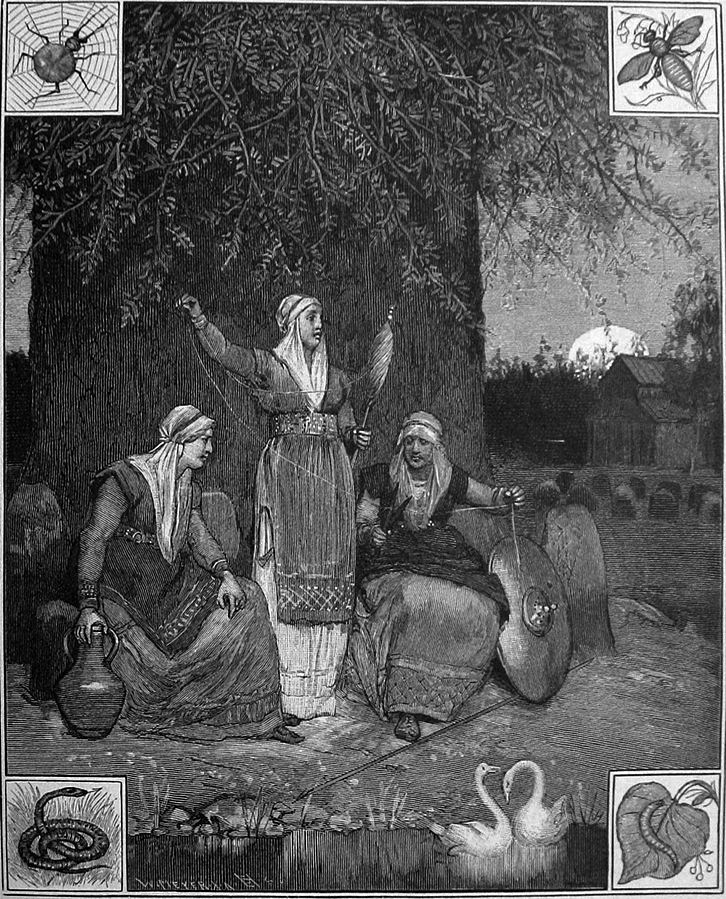
Ba chị em nữ thần Norn quan trọng gồm Urd, Verdandi và Skuld

Norn (tiếng Bắc Âu cổ, số nhiều là nornir) là tên gọi chung của một số nữ thần trong đó ba chị em quan trọng nhất ba thần vận mệnh Urd (Quá khứ), Verdandi (Hiện tại) và Skuld (Tương lai). Họ có khả năng tiên đoán vận mệnh cho vạn vật và không vị thần nào có thể thay đổi được vận mệnh đó, đồng thời cũng quản lý những quy luật bất biến của tạo hóa từ thuở sơ khai. Đây là những vị thần trong thần thoại Bắc Âu cổ xưa.

## Miêu tả

### Bề ngoài
Ba chị em Norn được miêu tả giống với ba giai đoạn phát triển của con người. Skuld là một thiếu nữ trẻ và xinh đẹp nhất trong ba người, Verdandi là một người phụ nữ trưởng thành và Urd là một bà lão già nua. Mỗi người họ đều cầm một cuộn chỉ vàng dài tượng trưng cho cuộc sống của vạn vật.

## Công việc
Hằng ngày, ba chị em Norn ngồi bên nhau gần "Dòng suối Vận mệnh" dưới gốc cây Yggdrasil để se sợi chỉ vàng, quyết định vận mệnh của con người từ lúc sinh ra, trưởng thành cho đến khi chết đi. Chiều dài của sợi chỉ sau khi kết thúc một lượt quay cũng là "chiều dài" cuộc đời của một con người. Trong khi hai cô chị ngồi cuộn chỉ vào trục quay thì cô em Skuld lại tháo tung cuộn chỉ của mình ra, vì thế loài người không ai có thể biết trước vận mệnh của mình. Con người tuyệt đối không chết trước ngày mà ba nữ thần đã định sẵn. Thần Odin và các vị thần ở Asgard thường đến hỏi ba chị em họ về tương lai của mình cũng như tương lai của thế giới. Đồng thời, họ cũng kiêm luôn việc múc nước suối vận mệnh tưới cho cây thế giới Yggdrasil. Có thể nói ngay cả vận mệnh của cây này cũng phụ thuộc vào họ.